# Parti de la Terre
Le Parti de la Terre (en portugais : Partido da Terra, abrégé en MPT) est un parti politique portugais de centre droit, adoptant une ligne éco-capitaliste.

## Histoire
Le 21 novembre 2014 le congrès de l'Alliance des démocrates et des libéraux pour l'Europe accepte le Parti de la Terre comme membre.

## Résultats électoraux

### Élections législatives
| Année | Voix      | %     | Rang | Sièges  | Gouvernement | Remarques                                        |
| ----- | --------- | ----- | ---- | ------- | ------------ | ------------------------------------------------ |
| 1995  | 8 235     | 0,14  | 10e  | 0 / 230 |              |                                                  |
| 1995  | 5 932     | 0,10  | 11e  | 0 / 230 |              | En alliance avec le Parti populaire monarchiste. |
| 1999  | 19 938    | 0,37  | 7e   | 0 / 230 |              |                                                  |
| 2002  | 15 540    | 0,28  | 7e   | 0 / 230 |              |                                                  |
| 2005  | 1 653 425 | 28,77 | 2e   | 2 / 230 | Opposition   | En alliance avec le Parti social-démocrate.      |
| 2009  | 12 405    | 0,22  | 11e  | 0 / 230 |              | En alliance avec le Parti humaniste.             |
| 2009  | 3 265     | 0,06  | 16e  | 0 / 230 |              |                                                  |
| 2011  | 22 705    | 0,41  | 8e   | 0 / 230 |              |                                                  |
| 2015  | 22 596    | 0,42  | 11e  | 0 / 230 |              |                                                  |
| 2019  | 12 952    | 0,25  | 14e  | 0 / 230 |              |                                                  |
| 2019  | 8 726     | 0,15  | 16e  | 0 / 230 |              |                                                  |
| 2022  | 7 561     | 0,14  | 16e  | 0 / 230 |              |                                                  |

### Élections européennes
| Année | Tête de liste           | Voix               | %                  | Rang               | Sièges | Statut              |
| ----- | ----------------------- | ------------------ | ------------------ | ------------------ | ------ | ------------------- |
| 1994  |                         | 12 955             | 0,43               | 8e                 | 0 / 25 | Extra-parlementaire |
| 1999  | Paulo Trancoso          | 13 924             | 0,40               | 8e                 | 0 / 25 | Extra-parlementaire |
| 2004  | Luís Filipe Marques     | 13 671             | 0,40               | 9e                 | 0 / 24 | Extra-parlementaire |
| 2009  | Pedro Quartin Graça     | 24 062             | 0,67               | 8e                 | 0 / 22 | Extra-parlementaire |
| 2014  | António Marinho e Pinto | 234 788            | 7,14               | 4e                 | 2 / 21 |                     |
| 2019  | Sur la liste de NC      | Sur la liste de NC | Sur la liste de NC | Sur la liste de NC | 0 / 21 | Extra-parlementaire |
| 2024  | Manuel Carreira         | 4 558              | 0,12               | 15e                | 0 / 21 | Extra-parlementaire |

### Élections régionales dans les Açores
| Année | Voix | %    | Sièges |
| ----- | ---- | ---- | ------ |
| 2020  | 157  | 0,15 | 0 / 57 |